# Steven Langton
Steven Daniel Langton (* 15. April 1983 in Malden, Massachusetts) ist ein ehemaliger US-amerikanischer Bobsportler.

## Biografie
Langton besuchte die Northeastern University in Boston und machte 2006 einen Abschluss in Business Management und Entrepreneurship. Langton war Mitglied des Leichtathletik-Teams der Universität und war zwei Jahre lang Mannschaftskapitän. Inspiriert von den Olympischen Winterspielen 2006 begann er zum Bobsport zu wechseln und gab bereits im November des Folgejahres sein Debüt im Weltcup.
Bei den Olympischen Spielen 2010 startete Langton als Anschieber von John Napier sowohl im Zweier- als auch im Vierbob-Wettbewerb. Im Zweierbob belegte das Duo den zehnten Platz. Im Viererbob stürzte die Crew im zweiten Lauf und rutschte meterlang kopfüber durch die Bahn und startete in den folgenden Läufen nicht mehr.
Im Folgejahr konnte er bei der Weltmeisterschaft am Königssee im Viererbob die Bronzemedaille gewinnen. Ein Jahr später wurde er als Anschieber von Steven Holcomb Weltmeister im Zweier- und Viererbob. 2013 gewann er erneut, dieses Mal im Viererbob, WM-Bronze.
Bei den Olympischen Spielen 2014 in Sotschi gewann Lanton als Anschieber von Holcomb sowohl im Zweier- als auch im Vierbob-Wettbewerb die Silbermedaille.
Auch im Weltcup war Lanton erfolgreich, dort konnte er insgesamt 21 Medaillen (11 Gold, 7 Silber und 3 Bronze) gewinnen.
Bei seiner dritten Olympiateilnahme bei den Winterspielen 2018 in Pyeongchang startete er nur im Vierbob-Wettbewerb, wo er mit Codie Bascue, Evan Weinstock und Sam McGuffie Neunter wurde.